# Lissochelifer novaeguineae
Lissochelifer novaeguineae är en spindeldjursart som först beskrevs av Beier 1965.  Lissochelifer novaeguineae ingår i släktet Lissochelifer och familjen tvåögonklokrypare. Inga underarter finns listade i Catalogue of Life.